# Caïmans du Zou
Caïmans du Zou ist ein beninischer Fußballverein aus Abomey, Département Zou. Er spielte mindestens 1991 für eine Saison in der ersten Liga Benins.
Im Jahr 2011 trat der Club in der zweiten beninischen Liga an und Anfang 2016 war er eigentlich für eine sogenannte „Übergangsspielzeit“ der ersten Liga gemeldet, trat aber letztlich nicht an. Ende 2018 spielte Caïmans du Zou in der dritten Liga des Landes.

## Bekannte Spieler
Die Spieler kamen wenigstens einmal für die Nationalmannschaft zum Einsatz:
- Patrick Agbégninou (* 1970)[5]
- Hubert Hangbé (1972–2018)
- Pamphile Kolimin (* im 20. Jahrhundert)
- Comlan Lambert Sossa (* im 20. Jahrhundert)
- Théodore Sossaminou (* 1975)